# Карнсвілл (Джорджія)
Карнсвілл (англ. Carnesville) — місто (англ. city) в США, в окрузі Франклін штату Джорджія. Населення — 713 особи (2020).

## Географія
Карнсвілл розташований за координатами 34°22′24″ пн. ш. 83°13′55″ зх. д. / 34.37333° пн. ш. 83.23194° зх. д. (34.373388, -83.231814).  За даними Бюро перепису населення США в 2010 році місто мало площу 6,85 км², з яких 6,79 км² — суходіл та 0,06 км² — водойми. В 2017 році площа становила 7,35 км², з яких 7,28 км² — суходіл та 0,06 км² — водойми.

## Демографія
Згідно з переписом 2010 року, у місті мешкало 577 осіб у 225 домогосподарствах у складі 141 родини. Густота населення становила 84 особи/км².  Було 270 помешкань (39/км²).
Расовий склад населення:
| - 82,3 % — білих - 14,7 % — чорних або афроамериканців - 0,7 % — азіатів - 1,7 % — осіб інших рас |

До двох чи більше рас належало 0,5 %. Частка іспаномовних становила 2,1 % від усіх жителів.
За віковим діапазоном населення розподілялося таким чином: 19,6 % — особи молодші 18 років, 62,5 % — особи у віці 18—64 років, 17,9 % — особи у віці 65 років та старші. Медіана віку мешканця становила 40,1 року. На 100 осіб жіночої статі у місті припадало 121,9 чоловіків;  на 100 жінок у віці від 18 років та старших — 111,9 чоловіків також старших 18 років.
Середній дохід на одне домашнє господарство  становив 44 035 доларів США (медіана — 30 625), а середній дохід на одну сім'ю — 48 646 доларів (медіана — 38 542). Медіана доходів становила 30 469 доларів для чоловіків та 24 219 доларів для жінок. За межею бідності перебувало 35,4 % осіб, у тому числі 49,2 % дітей у віці до 18 років та 41,4 % осіб у віці 65 років та старших.
Цивільне працевлаштоване населення становило 269 осіб. Основні галузі зайнятості: роздрібна торгівля — 20,4 %, освіта, охорона здоров'я та соціальна допомога — 16,7 %, науковці, спеціалісти, менеджери — 12,3 %, транспорт — 11,5 %.